# 莎蜜拉·阿姆斯壯
莎蜜拉·萊斯·阿姆斯壯 (1980年10月31日—)，為美国女演員、服裝設計師以及模特兒。她知名的作品包括《生存遊戲》、《玩酷世代》、《女男變錯身》，以及ABC電視台影集《黑金家族》。

## 簡介
莎蜜拉出生在日本東京，父親是蘇格蘭人叫杭特(Hunter Armstrong)，母親是義大利人叫希薇亞(Sylvia Sepielli)。她的母親替療養院設計水療設施。而她的父親則是訓練士兵的教官。莎蜜拉住在日本五年，之後搬到夏威夷，然後搬到美國本土的亞利桑那州塞多納城市，她在塞多納求學，並就讀 Sedona Red Rock High School 高中。她也曾經住過馬來西亞以及中國。

## 外部連結
- 莎蜜拉·阿姆斯壯在互联网电影资料库（IMDb）上的資料（英文）
- 莎蜜拉·阿姆斯壯的X（前Twitter）
- 莎蜜拉·阿姆斯壯的Instagram帳戶